# Pascal Gallois
Pascal Gallois (* 1958 in Linselles bei Lille) ist ein französischer Fagottist (spezialisiert auf die Musik nach 1945) und Musikpädagoge. 

## Leben
Gallois studierte bei Maurice Allard am Conservatoire National Supérieur de Musique et de Danse in Paris, wo er im Jahr 1978 mit dem „Premier Prix de basson à l'unanimité“ ausgezeichnet wurde. Seit 1981 ist er Mitglied im Ensemble intercontemporain. Er brachte  zeitgenössische Schlüsselwerke für Fagott zur Ur- oder französischen Erstaufführung, u. a. Karlheinz Stockhausens „In Freundschaft“ (1984 EA) oder Luciano Berios „Sequenza XII“ (1995 UA), die ihm gewidmet ist. 
Die Weiterentwicklung des zeitgenössischen Fagottrepertoires ist ihm ein Anliegen. Komponisten wie György Kurtág, Olga Neuwirth, Philippe Fénelon, Brice Pauset, Toshio Hosokawa und Mark Andre schrieben für ihn Stücke, die er auf CDs veröffentlichte. 
In den Jahren von 1994 bis 2000 war er Professor am Pariser Conservatoire sowie in den Jahren von 2001 bis 2007 an der Hochschule für Musik und Theater Zürich. Zudem ist er Autor der „Die Spieltechnik des Fagotts“ über neue Spieltechniken für Fagottisten und Komponisten. Seit 2002 unterrichtet er am Internationalen Musikinstitut Darmstadt.

## Werke (Auswahl)
- „Dialogues“ mit Werken von Boulez, Kurtág, Schoeller (CD)
- „Voyages“ mit Werken von Berio, Hosokawa, Schoeller (CD)
- «#3» mit Werken von Neuwirth, Dai, Fujikura, Mantovi (CD)
- Sequenzas von Berio (CD, Deutsche Grammophon)
- „Die Spieltechnik des Fagotts“ (Buch mit CDs, Bärenreiter-Verlag)